# Кухта, Олег Валерьевич
Олег Валерьевич Кухта (род. 27 декабря 1970, Кинель-Черкассы, Куйбышевская область) — российский певец и актёр, Заслуженный артист России, офицер спецназа ГРУ в запасе, военный разведчик.

## Биография
Родился 27 декабря 1970 года в районном центре Кинель-Черкассы Куйбышевской области. В 1974 году семья переехала в город Первоуральск Свердловской области из-за назначения главным архитектором города Валерия Кухты, отца Олега, ныне Заслуженного архитектора РФ. В Первоуральске окончил среднюю школу и музыкальную школу по классу фортепиано.

### Военная карьера
В 1988 году после окончания школы поступил в Рязанское высшее воздушно-десантное командное училище на факультет военной разведки. В 1990 — 1992 прошёл срочную, а затем контрактную службу. С 1992 по 1993 год участвовал в миротворческой миссии на территории Югославии в составе русского батальона ООН. Нес службу в Сербской Краине, где получил минно-взрывное ранение. В 1994 — 1996 продолжил учебу в Рязанском высшем воздушно-десантном командном училище и Новосибирском высшем военном командном училище. Служил в бердской бригаде ГРУ ГШ. Во время Первой чеченской кампании (1994—1996) был командиром группы специального назначения. Имеет на своем счету много боевых операций. Получил тяжёлое ранение при выполнении боевой задачи. Награждён Орденом Мужества, медалями. С 1999 года — старший лейтенант запаса войск специального назначения.

### Творческая карьера
Ещё будучи курсантом выступал в художественной самодеятельности. В 1994 году стал победителем, а в 1995 году — первым обладателем Гран-при Всероссийского фестиваля солдатской песни «Виктория» (Когда поют солдаты). В 1999 году участвовал в международном конкурсе «Славянский базар», был награждён дипломом. В 1999 году после завершения военной карьеры стал солистом Академического ансамбля песни и пляски внутренних войск МВД России. В 2005 году окончил Российский университет театрального искусства (ГИТИС, мастерская Ю. Васильева). В том же году ему было присвоено звание Заслуженного артиста Республики Северная Осетия-Алания, а в 2008 — Заслуженного артиста России. В 2012 году покинул Академический ансамбль песни и пляски внутренних войск МВД России. С октября 2011 года является солистом Образцово-Показательного оркестра внутренних войск МВД России.
Является членом Гильдии актёров кино России. Исполняет песни на русском, английском, французском, итальянском, немецком, сербском, таджикском, японском, корейском и китайском языках.

## Фильмография
- 2005: «Не родись красивой» — Хмелин[9]
- 2007: «Незнакомая земля» — помощник губернатора[10]
- 2010: «Учитель в законе. Продолжение» — хозяин ресторана[11]
- 2011: «Прокурорская проверка»
- 2011: «Семейные драмы»
- 2011: «До суда»
- 2012: «Суд присяжных. Огненная свадьба»
- 2013: «Верное средство»
- 2013: «Не ври мне. В тихом омуте»
- 2014: «Окончательный вердикт»
- 2014: «Особый случай»
- 2014: «Прокурорская проверка»
- 2014: «Карпов»
- 2015: «Чтец. Смерть медсестры»

## Дискография
- 2000: «Армейский сборник 2» (композиция Шинели)[12]
- 2003: «Doswidanja. Ich komm wieder» (композиция O Happy Day)[13]
- 2003: «Академический ансамбль песни и пляски внутренних войск МВД России» (композиция Be My Love)[14]
- 2008: «Академический ансамбль песни и пляски внутренних войск МВД России» (композиции Be My Love, O Happy Day, The Prayer, На дальнем берегу, Piu Che Puoi)[14]
- 2010: «Помяни меня, поле. 65 лет Победы в Великой Отечественной войне» (сольный альбом)[15]
- 2010: «Русское поле. 65 лет Победы в Великой Отечественной войне» (сольный альбом)[16]

Список композиций сольных альбомов:
1. Русское поле (сл. С. Д. Овсянников, муз. А. Кухаренко)
2. Война (сл. С. Д. Овсянников, муз. А. Кухаренко, О.Кухта)
3. Шинели (солдатская песня, обработка А.Кухаренко)
4. Красный конь (сл. С. Д. Овсянников, муз. А. Кухаренко, О.Кухта)
5. Не для меня (старинная казацкая песня, обработка А. Кухаренко)
6. Тамо далеко (сербская народная песня, обработка А. Кухаренко)
7. Рябина (сл. С. Д. Овсянников, муз. А. Кухаренко, О. Кухта)
8. Дорогая (сл. С. Д. Овсянников, муз. А. Кухаренко, О. Кухта)
9. Салют победы (сл. А. Твардовского, муз. А. Кухаренко)

## Звания и награды
- Кавалер Ордена Мужества
- Заслуженный артист Республики Северная Осетия — Алания
- Заслуженный артист Российской Федерации
- Медаль «За отличие в военной службе» III степени
- Медаль «За службу на Северном Кавказе» (Союз десантников России)
- Медаль «Участнику контртеррористической операции на Кавказе»
- Медаль «Генерал армии Маргелов» (Минобороны России)
- Медаль «За участие в контртеррористической операции» (ФСБ)
- Медаль «200 лет МВД России» (МВД)
- Медаль «На службе мира» / «In the service of peace» (ООН)
- Медаль «80 лет ВДВ»
- Медаль «За заслуги перед спецназом» (Белоруссия)

## Разное
- Олег Кухта — первый исполнитель песни «Caruso» Лучо Даллы[2].